# 永松英樹
永松 英樹（1986年6月16日 - ）は、兵庫県出身のベーシスト、音楽プロデューサー、作曲家。

## 概要
12歳の頃から俳優業を開始し、ドラマやCMに出演する中で多様な音楽とエンターテインメントに触れ、その素地を築いた。幼少期から音楽に親しむ中で特にベースに惹かれ、その道を目指す。甲陽音楽学院のアシスタント講師を務めるとともに、音楽教育に携わる。
その後、研究のため、バークリー音楽大学の奨学金試験を受験し合格。現地では、世界各国から集まるミュージシャンや数々のトップアーティストと共演し音楽活動を展開。
米国から東京に活動拠点を移すため帰国。国内外のメジャーアーティストとのコラボレーションや音楽指導、ライブサポート、レコーディングに参加。また、映画やCMへの出演、音楽プロデュース、リスキリング教育活動にも注力している。

## 主なライブ出演
- 2015年春-2020年春：東京ディズニーシー ビッグ・バンド・ビート ウッドベース演奏

- 2019年：SUMMER SONIC出演
- ファイナルファンタジーレコードキーパー：ニコニコ生放送5年連続出演

- 「gravity special Live 2023 夏〜拝啓。おばさんは元気でやってます〜」

- - 共演者：シルビア・グラブ、岡千絵、林希
- 2024年：「幸せの黄色い私たち」OVER THE SUN
  - 共演者：ジェーン・スー、堀井美香、Mr.マリック、秋川雅史
- 2024年：Lucky Fes'24出演

## 主なレコーディング参加
- 赤マルダッシュ☆「アナザーユー」（東洋水産「マルちゃん赤いきつねと緑のたぬき」2016年CMソング）
- 煌めき☆アンフォレント「輪廻×レインカーネーション」（やくならマグカップも-やくもの放課後-主題歌）
- Ange☆Reve「プロローグ」
- つばきファクトリー「七分咲きのつづき」

 20:30頃にレコーディング出演

## 主なレッスン・演奏指導
- 森田美勇人
- 砂山圭大郎
- 宮世琉弥、髙橋ひかる（「村井の恋」演奏指導）
- LIL LEAGUE from EXILE TRIBE 難波碧空（テレビ東京「ヴィクトリーグ」）

## 映画・CM出演
- 映画：沈黙のパレード
- CM：みにプロ 郷ひろみ WebCM